# Einzel an der Kirchenlamitzerstraße
Einzel an der Kirchenlamitzerstraße ist ein Gemeindeteil der Gemeinde Weißdorf im Landkreis Hof (Oberfranken, Bayern). Der Ort liegt in der Gemarkung Weißdorf.

## Geographie
Die Einöde mit eigener Hausnummer liegt an der Staatsstraße 2176, die nach Weißdorf zur Bundesstraße 289 (0,5 km nordwestlich) bzw. nach Benk verläuft (1,1 km südöstlich).

## Geschichte
Das Anwesen erhielt die Hausnummer 100 von Weißdorf, wurde also im 18. Jahrhundert gegründet; gegen Ende des 18. Jahrhunderts hatte Weißdorf 121 Anwesen. Einen eigenen Namen hatte das Anwesen bis in der ersten Hälfte des 19. Jahrhunderts nicht.
Von 1797 bis 1810 unterstand das Anwesen dem Justiz- und Kammeramt Münchberg. Infolge des Ersten Gemeindeedikts wurde Anwesen dem 1812 gebildeten Steuerdistrikt Weißdorf und der zugleich entstandenen Ruralgemeinde Weißdorf zugewiesen. In den Positionsblättern, die um 1860 entstanden sind, wurde das Anwesen „Oppels Einzeln“ genannt, 1877 erstmals „Einzel (an der Kirchenlamitzerstrasse)“. Als Gemeindeteil wurde das Anwesen 1869 erstmals gewertet.

### Einwohnerentwicklung
| Jahr      | 1871   | 1885   | 1900   | 1925   | 1950   | 1961   | 1970   | 1987  |
| Einwohner | 10     | 5      | 8      | 10     | 8      | 6      | 6      | 2     |
| Häuser    |        | 1      | 1      | 1      | 1      | 1      |        | 1     |
| Quelle    | [ 10 ] | [ 13 ] | [ 14 ] | [ 15 ] | [ 16 ] | [ 17 ] | [ 18 ] | [ 1 ] |

## Religion
Einzel an der Kirchenlamitzerstraße ist bis heute nach St. Maria (Weißdorf) gepfarrt und evangelisch-lutherisch geprägt.